# FK Podgorica
FK Podgorica (Фудбалски Клуб Подгорица) – czarnogórski klub piłkarski z siedzibą w stolicy Czarnogóry – Podgoricy, z dzielnicy Donja Gorica. Obecnie występuje w Drugiej lidze Czarnogóry. 

## Historia
Chronologia nazw:
- 1970: FK Mladost Lješkopolje (czarnog. Омладински Фудбалски Клуб Младост Љешкопоље)
- 197?: klub rozwiązano
- 2014: FK Mladost 1970 Lješkopolje (czarnog. Омладински Фудбалски Клуб Младост 1970 Љешкопоље)
- 2019: FK Podgorica (czarnog. Фудбалски Клуб Подгорица)

Został utworzony w 1970 roku i pod koniec lat siedemdziesiątych został rozwiązany. Klub został reaktywowany w 2014 roku. 
W czasach Jugosławii przez 2 sezony, w latach 1973/74 – 1974/75 "Mladost" Lješkopolje występował w rozgrywkach Crnogorskiej ligi (Trećej ligi SFR Јugoslavije).

## Stadion
Klub rozgrywa swoje mecze domowe na stadionie DG Arena w Podgoricy, który może pomieścić 1.200 widzów.

## Sezony
| Sezon      | Liga                                          | Poziom | Miejsce |
| Czarnogóra |                                               |        |         |
| 2015/16    | Treća liga – Srednja regija (grupa centralna) | III    | 5       |
| 2016/17    | Treća liga                                    | III    | 1       |
| 2017/18    | Druga liga                                    | II     | 2       |
| 2018/19    | Druga liga                                    | II     | 1       |
| 2019/20    | Prva liga                                     | I      | 5       |
| 2020/21    | Prva liga                                     | I      | 4       |

## Sukcesy
- mistrzostwo Drugiej crnogorskiej ligi (1): 2019 (awans do Prvej crnogorskiej ligi).
- mistrzostwo Trećej crnogorskiej ligi (1): 2017 (awans do Drugiej crnogorskiej ligi, po wygranych barażach).
- mistrzostwo Crnogorskiej regionalnej ligi (IV liga) (1): 1973 (awans do Crnogorskiej ligi).

## Skład na sezon 2019/2020
| Nr | Poz. | Piłkarz           |
| -- | ---- | ----------------- |
| 1  | BR   | Jasmin Agović     |
| 2  | OB   | Bojan Aligrudić   |
| 3  | OB   | Nikola Čelebić    |
| 5  | PO   | Jovan Pajović     |
| 6  | OB   | Darko Đajić       |
| 7  | NA   | Lazar Vučićević   |
| 8  | PO   | Matija Božanović  |
| 9  | NA   | Ivan Bulatović    |
| 10 | PO   | Anđelko Jovanović |
| 11 | NA   | Šaleta Kordić     |
| 14 | NA   | Luka Maraš        |
| 15 | PO   | Filip Šćekić      |
| 19 | PO   | Milija Golubović  |

| Nr | Poz. | Piłkarz               |
| -- | ---- | --------------------- |
| 20 | NA   | Balša Sekulić         |
| 24 | PO   | Jovan Vujović         |
| 26 | NA   | Nikola Vujnović       |
| 28 | PO   | Keita Suzuki          |
|    | PO   | Luka Tiodorović       |
|    | PO   | Jovan Nikolić         |
|    | OB   | Radule Živković       |
|    | PO   | Stefan Marjanović     |
|    | BR   | Mićo Perović          |
|    | PO   | Andrej Bajović        |
|    | NA   | Stefan Čađenović      |
|    | OB   | Aleksandar Krivokapić |
|    | PO   | Nikola Tripković      |

## Europejskie puchary
Legenda do wszystkich tabel:
- Q – runda eliminacyjna, 1/16, 1/8, 1/4, 1/2 – odpowiednia faza rozgrywek, Grupa – runda grupowa, 1r gr – pierwsza runda grupowa, 2r gr – druga runda grupowa, F – finał, R – runda, PO – play-off
- k. – rzuty karne, los. – losowanie, Dogr. – dogrywka, w. – zasada bramek strzelonych na wyjeździe

| Sezon   | Rozgrywki               | Runda | Klub | Dom | Wyjazd | Ogólnie    |
| ------- | ----------------------- | ----- | ---- | --- | ------ | ---------- |
| 2021/22 | Liga Konferencji Europy | 1Q    | Laçi | 1–0 | 0–3    | 1–3, Dogr. |